# 닉 잇킨
닉 잇킨(영어: Nick Itkin, 영어 발음: /nɪk ˈɪtkɪn/, 1999년 7월 27일~)은 미국의 펜싱 선수로 주 종목은 플뢰레이다. 2020년 하계 올림픽에서 단체전 동메달, 2024년 하계 올림픽에서 개인전 동메달을 획득했으며, 2022년 세계 선수권 대회에서 단체전 은메달과 개인전 동메달을 획득했다.